# Susanne Schäfer (Schauspielerin, 1963)
Susanne Schäfer (* 7. März 1963 in Frankfurt am Main) ist eine deutsche Schauspielerin.

## Leben
Ihre Schauspielausbildung absolvierte Schäfer von 1982 bis 1984 an der Otto-Falckenberg-Schule in München. Anschließend studierte sie ein Musicaltrimester am Studio des Theaters an der Wien. Ihre Stimmlage ist der Sopran.
Ihre Theaterkarriere begann 1984 am Residenztheater München. Es folgten mehrere Jahre am deutschen Schauspielhaus Hamburg. Sie spielte unter namhaften Regisseuren wie Peter Zadek und Matthias Langhoff. Von 2002 bis 2006 stand Susanne Schäfer unter der Regie von Christian Stückl als des Schuldknechts Weib im Jedermann auf der Bühne der Salzburger Festspiele. 1988 stand sie erstmals vor der Kamera, für den Kinofilm Brennende Betten von Pia Frankenberg.
Für das Fernsehen arbeitete sie wiederholt mit Heinrich Breloer zusammen, so in Wehner – die unerzählte Geschichte (1993), im Doku-Drama Todesspiel (1997), im Dreiteiler Die Manns – Ein Jahrhundertroman (2001) sowie in Speer und Er (2005).
Susanne Schäfer wurde 1991 von der Körber-Stiftung Hamburg „für ihre besonderen künstlerischen Leistungen“ mit dem Boy-Gobert-Preis ausgezeichnet.
Schäfer lebt mit ihrer Familie in Frankfurt am Main. Ihre Schwester ist die Sopranistin Christine Schäfer.

## Filmografie
- 1972: Wir 13 sind 17
- 1988: Brennende Betten
- 1989: Pole Poppenspäler
- 1990: Marleneken
- 1992: Judith
- 1992: Der Fotograf oder Das Auge Gottes
- 1993: Flash – Der Fotoreporter
- 1993: Wehner – die unerzählte Geschichte
- 1994: Diese Drombuschs
- 1995: Schrecklicher Verdacht
- 1995: Die Sängerknaben
- 1995: Um die 30
- 1996: Der schönste Tag im Leben
- 1996: Lieber Liebe
- 1997: Todesspiel
- 1997: Die Kids von Berlin
- 1998: 36 Stunden Angst
- 1998: Frau Rettich, die Czerni und ich
- 1998: Ein Fall für zwei
- 1999: Vergewaltigt – Das Ende einer Liebe
- 1999: Ein Weihnachtsmärchen – Wenn alle Herzen schmelzen
- 1999: Mein Freund der Wolf
- 2000: Wenn man sich traut
- 2000: Siska
- 2001: Todesstrafe – Ein Deutscher hinter Gittern
- 2001: Vier Meerjungfrauen
- 2001: Im Fadenkreuz – Das Chamäleon
- 2001: Siska
- 2001: Die Manns – Ein Jahrhundertroman
- 2002: Das Duo – Tod am Strand
- 2002: Der Unwiderstehliche – Die tausend Lügen des Gert Postel
- 2003: Edel & Starck
- 2003: Siska
- 2003: Der Mörder ist unter uns
- 2003: Der Zweite Frühling
- 2003: Der Alte, Folge 287: Späte Rache
- 2003: SOKO Leipzig
- 2003: Das bisschen Haushalt
- 2004: Der Alte – Folge 294: Plötzlich und unerwartet
- 2004: Jedermann
- 2004: Der Alte – Folge 298: Du sollst nicht töten
- 2004: SOKO Leipzig
- 2004: Ein starkes Team: Der Verdacht (Fernsehfilm)
- 2005: Ein Fall für zwei
- 2005: Der Dicke
- 2005: Rotes Holz
- 2005: Speer und Er
- 2006: Wilsberg – Falsches Spiel (Fernsehreihe)
- 2006: Vier Meerjungfrauen II – Liebe à la carte
- 2006: Am Ende des Schweigens (Fernsehfilm)
- 2006: SOKO Kitzbühel
- 2006: Der Alte – Folge 312: Tod eines Mandanten
- 2006–2007: Hinter Gittern – Der Frauenknast
- 2007: Ein Ferienhaus in Schottland
- 2007: Stadt, Land, Mord
- 2007: SOKO Donau
- 2007: Stolberg
- 2007: Der Alte
- 2008: Sklaven und Herren (Fernsehfilm)
- 2008: Tatort – Hart an der Grenze
- 2008: Großstadtrevier – Folge 258: Das Geheimnis des Hafenpastors
- 2008: Annas Geheimnis
- 2008: Der Tote in der Mauer
- 2008: Tatort – Liebeswirren
- 2009: Geld.Macht.Liebe
- 2009: Zapping-Alien@Mozart-Balls
- 2010: Der Bergdoktor – Bittere Wahrheit
- 2011: Annas Erbe
- 2012: Tod einer Brieftaube
- 2013: Wilsberg – Treuetest
- 2014: Mordsfreunde – Ein Taunuskrimi
- 2014: Katie Fforde: Das Meer in dir
- 2015: Tatort – Das Haus am Ende der Straße
- 2015: Aus der Kurve
- 2016: Antonio, ihm schmeckt’s nicht!
- 2016: Tatort – Wendehammer
- 2018: Ein Fall für zwei: Der geteilte Apfel
- 2019: Kühn hat zu tun
- 2020: Der Alte: Funkstille
- 2020: Die Küstenpiloten – (2 Folgen: Kleine Schwester, großer Bruder; Mütter und Töchter)
- 2021: Um die 50 (Fernsehfilm)
- 2022: Frühling: Eine Handvoll Zeit
- 2023: In aller Freundschaft: Selbstbestimmung
- 2023: Jenseits der Spree – Spurlos